# Nosotros los guapos
Nosotros los guapos es una serie de comedia situacional mexicana creada por Guillermo del Bosque y producida por Televisa. Inicialmente se estrenó en la plataforma de streaming Blim (ahora llamada ViX), y el 8 de noviembre de 2016 comenzó a transmitirse por el canal Las Estrellas.

## Argumento
El Vítor y Albertano persiguen un mismo objetivo, conseguir un lugar en dónde vivir y, muy a su pesar, buscar un trabajo que les permita sobrevivir y pagar la renta del cuarto que ambos deciden compartir en casa de Doña Cuca, sin embargo son un par de inútiles buenos para nada.
Desde que se encuentran, se entrelazan diversas historias que habrán de cobrar vida en cada capítulo, donde por “coincidencias forzadas de la vida”, El Vítor y Albertano atravesarán situaciones divertidas, inesperadas y chuscas, que pondrán a prueba su incipiente amistad.
Aunque al principio no se caen bien, desde el primer día deciden unirse para conseguir trabajo en lo que se pueda. Un día los veremos como microbuseros, otro se alquilarán de chambelanes, se arriesgarán a contratarse como dos divertidos payasos, sin planearlo se convertirán en actores, luchadores, guía de turistas y hasta en dos ingenuos ilegales que creen llegar a los Estados Unidos.
Desde el primer día, el Vítor y Albertano tendrán que “soportarse” con sus diferencias en gustos y formas de ver la vida, lo que hará de la serie una de las preferidas del público.

## Reparto
| Adrián Uribe          | Vitor Cuauhtémoc Moctezuma Pérez López      | Principal | Principal | Principal | Principal |           |           |           |
| Ariel Miramontes      | Albertano Santa cruz Martínez               | Principal | Principal | Principal | Principal |           |           |           |
| Carmen Salinas        | Refugio Encarnación Flores Doña Cuquita     | Principal | Principal | Principal | Principal |           |           |           |
| Manuel "Flaco" Ibáñez | Don Ignacio Godinez Señor "Nacho" Suavecito |           | Principal | Principal | Principal | Principal |           |           |
| Malillany Marin       | Rosita                                      | Principal |           |           |           |           |           |           |
| Wendy Braga           | María Guadalupe del Niño Jesús / Lupita     |           | Principal | Principal | Invitada  | Invitada  | Invitada  |           |
| Vanessa Bauche        | Natasha Hernández                           |           |           |           | Principal | Principal | Principal | Principal |

## Personajes Invitados

### Temporada 1
- Danielle Dithurbide - Ella misma: Participa en varios capítulos dando las noticias, entre ellos cuando Vitor y Albertano son abandonados en Xochimilco.
- Cesar Bono - Aparece cuando El Vítor le dice que hay una lucha de un jugador contra Albertano; mientras Albertano pierde, el otro luchador gana.
- Ninel Conde - Ella misma : Contrata a El Vítor y Albertano como sus guardias, sin embargo terminan arrestados tras algunos malentendidos.
- Darío Ripoll - "Huevo": Se hace pasar por un pollero para estafar a El Vítor y Albertano, pero los deja en la propia Ciudad de México.

### Temporada 2 y 3
- Jessica Díaz - Cliente: Aparece por un breve momento como cliente de una pizzería donde trabajan los guapos.

- Alejandro Tommasi - Jesús "Don Chuy" : Es dueño de una panadería, donde contrata a los guapos, quienes al final terminan provocando que su negocio sea clausurado.

- Mariana Echeverría - Betty : Es hija de "Don Chuy", y novia de Albertano.

- Alexis Ayala - Gerente del supermercado

- Fabián Robles - Jonás : Le da empleo a Albertano en una polleria, es hijo de Nicanor, un carnicero.

- Mara Escalante - Doña Lucha : Es la mamá de Albertano, con quien se reencuentra el día de las madres.

### Temporada 4
- Francisco Fonseca - El mismo : Es contratado por Albertano para su equipo de fútbol como venganza por haber sido excluido del club del Vitor.

- Lupillo Rivera - El mismo

## Curiosidades
- La serie parece ser un Crossover, ya que intervienen personajes tanto de La hora pico (El Vítor) como de María de todos los ángeles (Albertano) sirve como la adaptación de nosotros los nobles.

## Episodios
| Temporada | Temporada | Episodios | Estreno original     | Estreno original     | Estreno por televisión | Estreno por televisión |
| Temporada | Temporada | Episodios | Estreno de temporada | Final de temporada   | Estreno de temporada   | Final de temporada     |
| --------- | --------- | --------- | -------------------- | -------------------- | ---------------------- | ---------------------- |
|           | 1         | 18        | 17 de agosto de 2016 | 17 de agosto de 2016 | 8 de noviembre de 2016 | 23 de enero de 2017    |
|           | 2         | 13        | 2017                 | 2017                 | 20 de marzo de 2017    | 12 de junio de 2017    |
|           | 3         | 13        | 2018                 | 2018                 | 9 de febrero de 2018   | 5 de octubre de 2018   |
|           | 4         | 26        | 2019                 | 2020                 | 14 de julio de 2019    | 16 de febrero de 2020  |

## Premios y nominaciones

### Premios TVyNovelas
| Año  | Categoría                 | Nominado             | Resultado |
| ---- | ------------------------- | -------------------- | --------- |
| 2020 | Mejor programa de comedia | Guillermo del Bosque | Ganador.  |
| 2019 | Mejor programa de comedia | Guillermo del Bosque | Ganador.  |
| 2018 | Mejor programa de comedia | Guillermo del Bosque | Nominado  |
| 2017 | Mejor programa de comedia | Guillermo del Bosque | Ganador   |